# جایزه سینمایی انتخاب منتقدان برای بهترین کارگردانی

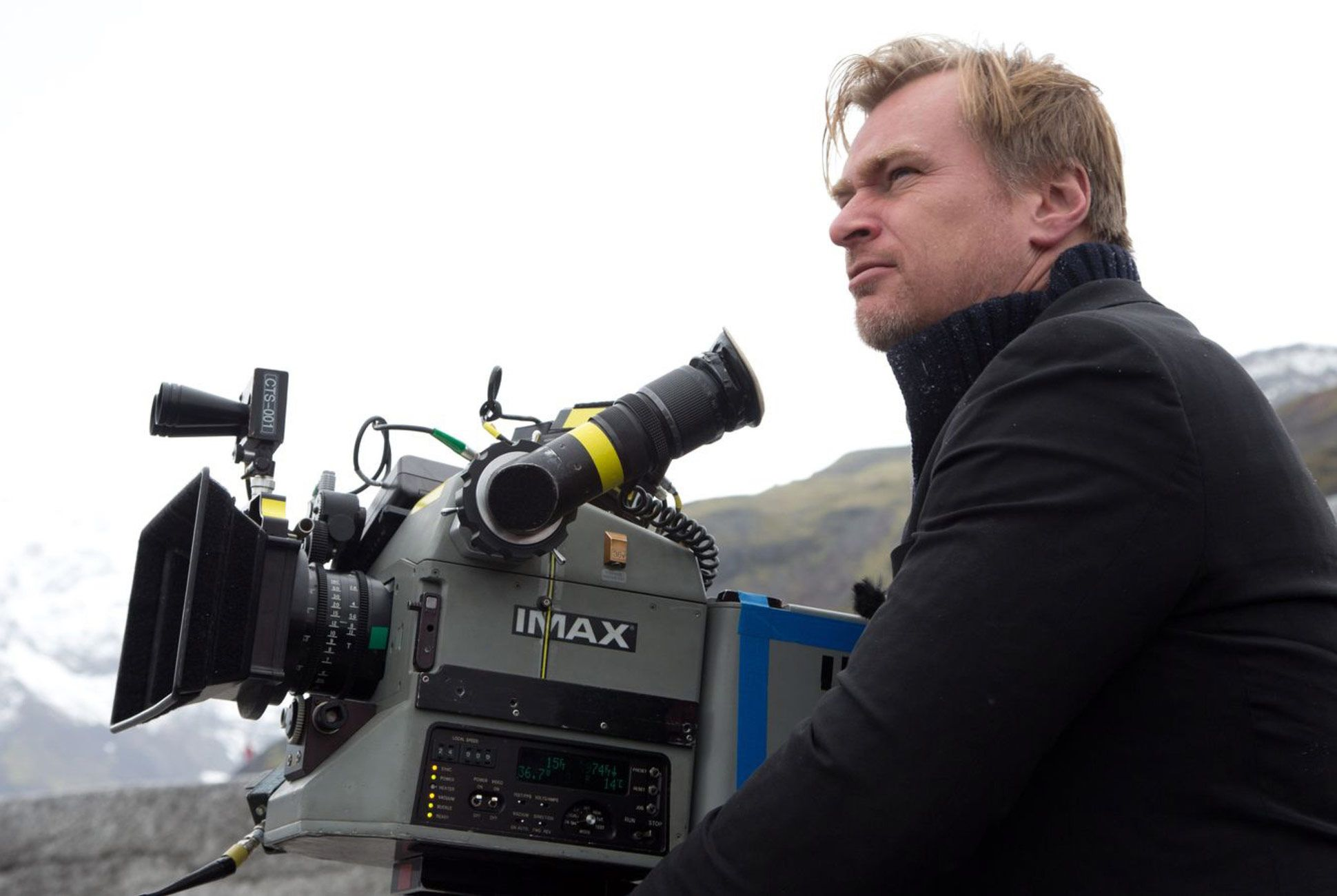
جایزه سینمایی انتخاب منتقدان به بهترین کارگردان

جایزه سینمایی انتخاب منتقدان برای بهترین کارگردانی (انگلیسی: Critics' Choice Movie Award for Best Director)جایزه‌ای که توسط انجمن منتقدان پخش فیلم به فعالان بخش سینما داده می‌شود.

## لیست برنده‌ها و نامزدها

### دهه ۱۹۹۰
- ۱۹۹۵: مل گیبسون – شجاع‌دل
- ۱۹۹۶: آنتونی مینگلا – بیمار انگلیسی (فیلم)
- ۱۹۹۷: جیمز کامرون – تایتانیک (فیلم ۱۹۹۷)
- ۱۹۹۸: استیون اسپیلبرگ – نجات سرباز رایان
- ۱۹۹۹: سم مندس – زیبایی آمریکایی

### دهه ۲۰۰۰
- ۲۰۰۰: استیون سودربرگ – ارین براکویچ (فیلم) and قاچاق (فیلم ۲۰۰۰)
- ۲۰۰۱: ران هاوارد – ذهن زیبا / باز لورمن – مولن روژ! (TIE)
  - پیتر جکسون – ارباب حلقه‌ها: یاران حلقه
- ۲۰۰۲: استیون اسپیلبرگ – اگه می‌تونی منو بگیر (فیلم ۲۰۰۲) and گزارش اقلیت (فیلم)
  - رومن پولانسکی – پیانیست (فیلم)
  - مارتین اسکورسیزی – دارودسته‌های نیویورکی
- ۲۰۰۳: پیتر جکسون – ارباب حلقه‌ها: بازگشت پادشاه (فیلم)
  - تیم برتون – ماهی بزرگ
  - سوفیا کوپولا – گمشده در ترجمه
  - کلینت ایستوود – رودخانه میستیک
  - جیم شریدان – در آمریکا
- ۲۰۰۴: مارتین اسکورسیزی – هوانورد (فیلم ۲۰۰۴)
  - کلینت ایستوود – دختر میلیون‌دلاری
  - مارک فورستر – در جستجوی ناکجاآباد
  - تیلور هاکفورد – ری (فیلم)
  - الکساندر پین – راه‌های فرعی (فیلم)
- ۲۰۰۵: انگ لی – کوهستان بروکبک
  - جرج کلونی – شب‌بخیر و موفق باشید
  - پل هگیس – تصادف (فیلم ۲۰۰۴)
  - ران هاوارد – مرد سیندرلایی
  - استیون اسپیلبرگ – مونیخ (فیلم)
- ۲۰۰۶: مارتین اسکورسیزی – رفتگان
  - بیل کاندن – دختران رؤیایی (فیلم)
  - کلینت ایستوود – نامه‌هایی از ایووجیما
  - استیون فریرز – ملکه (فیلم ۲۰۰۶)
  - پل گرینگرس – یونایتد ۹۳ (فیلم)
- ۲۰۰۷: برادران کوئن – جایی برای پیرمردها نیست (فیلم)
  - تیم برتون – سوئینی تاد: آرایشگر شیطانی خیابان فلیت (فیلم ۲۰۰۷)
  - شان پن – به‌سوی طبیعت وحشی
  - جولیان اشنابل – لباس غواصی و پروانه (فیلم)
  - جو رایت – تاوان (فیلم ۲۰۰۷)
- ۲۰۰۸: دنی بویل – میلیونر زاغه‌نشین
  - دیوید فینچر – مورد عجیب بنجامین باتن
  - ران هاوارد – فراست/نیکسون
  - کریستوفر نولان – شوالیه تاریکی (فیلم)
  - گاس ون سنت – میلک (فیلم)
- ۲۰۰۹: کاترین بیگلو – مهلکه
  - جیمز کامرون – آواتار (فیلم ۲۰۰۹)
  - لی دنیلز – گرانبها (فیلم ۲۰۰۹)
  - کلینت ایستوود – شکست‌ناپذیر (فیلم ۲۰۰۹ ایستوود)
  - جیسون رایتمن – بالا در آسمان (فیلم ۲۰۰۹)
  - کوئنتین تارانتینو – حرامزاده‌های لعنتی

### دهه ۲۰۱۰
- ۲۰۱۰: دیوید فینچر – شبکه اجتماعی (فیلم)
  - دارن آرونوفسکی – قوی سیاه (فیلم ۲۰۱۰)
  - دنی بویل – ۱۲۷ ساعت
  - برادران کوئن – شجاعت واقعی (فیلم ۲۰۱۰)
  - تام هوپر – سخنرانی پادشاه
  - کریستوفر نولان – تلقین (فیلم)
- ۲۰۱۱: میشل آزاناویسوس – آرتیست
  - استیون دالدری – فوق‌العاده بلند و بیش از حد نزدیک
  - الکساندر پین – زادگان
  - نیکولاس ویندینگ رفن – رانندگی (فیلم)
  - مارتین اسکورسیزی – هیوگو (فیلم)
  - استیون اسپیلبرگ – اسب جنگی
- ۲۰۱۲: بن افلک – آرگو (فیلم ۲۰۱۲)
  - کاترین بیگلو – سی دقیقه پس از نیمه‌شب
  - تام هوپر – بینوایان (فیلم ۲۰۱۲)
  - انگ لی – زندگی پی (فیلم)
  - دیوید او. راسل – دفترچه امیدبخش
  - استیون اسپیلبرگ – لینکلن (فیلم ۲۰۱۲)
- ۲۰۱۳: آلفونسو کوارون – جاذبه (فیلم)
  - پل گرینگرس – کاپیتان فیلیپس (فیلم)
  - اسپایک جونز – او (فیلم ۲۰۱۳)
  - استیو مک‌کوئین (کارگردان) – ۱۲ سال بردگی
  - دیوید او. راسل – حقه‌بازی آمریکایی
  - مارتین اسکورسیزی – گرگ وال استریت
- ۲۰۱۴: ریچارد لینکلیتر – پسرانگی
  - وس اندرسن – هتل بزرگ بوداپست
  - ایوا دوورنی – سلما (فیلم)
  - دیوید فینچر – دختر گم‌شده (فیلم)
  - الخاندرو گونسالس اینیاریتو – بردمن (فیلم)
  - آنجلینا جولی – شکست‌ناپذیر (فیلم ۲۰۱۴)
- ۲۰۱۵: جرج میلر (کارگردان) – مکس دیوانه: جاده خشم
  - تاد هینز – کارول (فیلم)
  - الخاندرو گونسالس اینیاریتو – بازگشته (فیلم ۲۰۱۵)
  - توماس مک‌کارتی (هنرپیشه) – اسپات‌لایت (فیلم ۲۰۱۵)
  - ریدلی اسکات – مریخی (فیلم)
  - استیون اسپیلبرگ – پل جاسوس‌ها
- ۲۰۱۶: دیمین شزل – لا لا لند
  - مل گیبسون – ستیغ هک‌سا
  - بری جنکینز – مهتاب (فیلم ۲۰۱۶)
  - کنت لونرگان – منچستر بای د سی
  - دیوید مکنزی – اگر سنگ از آسمان ببارد
  - دنی ویلنوو – ورود (فیلم ۲۰۱۶)
  - دنزل واشینگتن – حصارها (فیلم)